# Ermentrudis van Roucy
Ermentrudis van Roucy (959 - 5 maart 1004) was de dochter van Ragenold van Roucy en Alberada van Lotharingen (dochter van Giselbert II van Maasgouw en Gerberga van Saksen). 
in haar eerste huwelijk in 979 getrouwd met Alberik II van Mâcon. Zij kregen mogelijk de volgende kinderen:
- Létaud, aartsbisschop van Besançon
- Aubry, abt van Saint-Paul de Besançon
- Beatrix van Mâcon, gehuwd met Godfried I van Gâtinais, daarna met Hugo du Perche.

in haar tweede huwelijk in 982 getrouwd met Otto Willem van Bourgondië
- Gwijde I van Mâcon
- Mathilde (- 13 december 1005) met Landry van Nevers, begraven in de kathedraal Saint-Étienne te Auxerre
- Gerberga van Bourgondië (ca. 985 - 1020/1023), gehuwd met Willem II van Provence, deed meerdere schenkingen aan de abdij Saint-Victor te Marseille
- Reinoud I van Bourgondië (ca. 990 - 3 of 4 september 1057), paltsgraaf van Bourgondië, begraven te Besançon
- Agnes (990/995 - Saintes, 10 november 1068), gehuwd met Willem V van Aquitanië, begraven in de priorij van Saint-Nicolas te Poitiers.